# Annette Becker

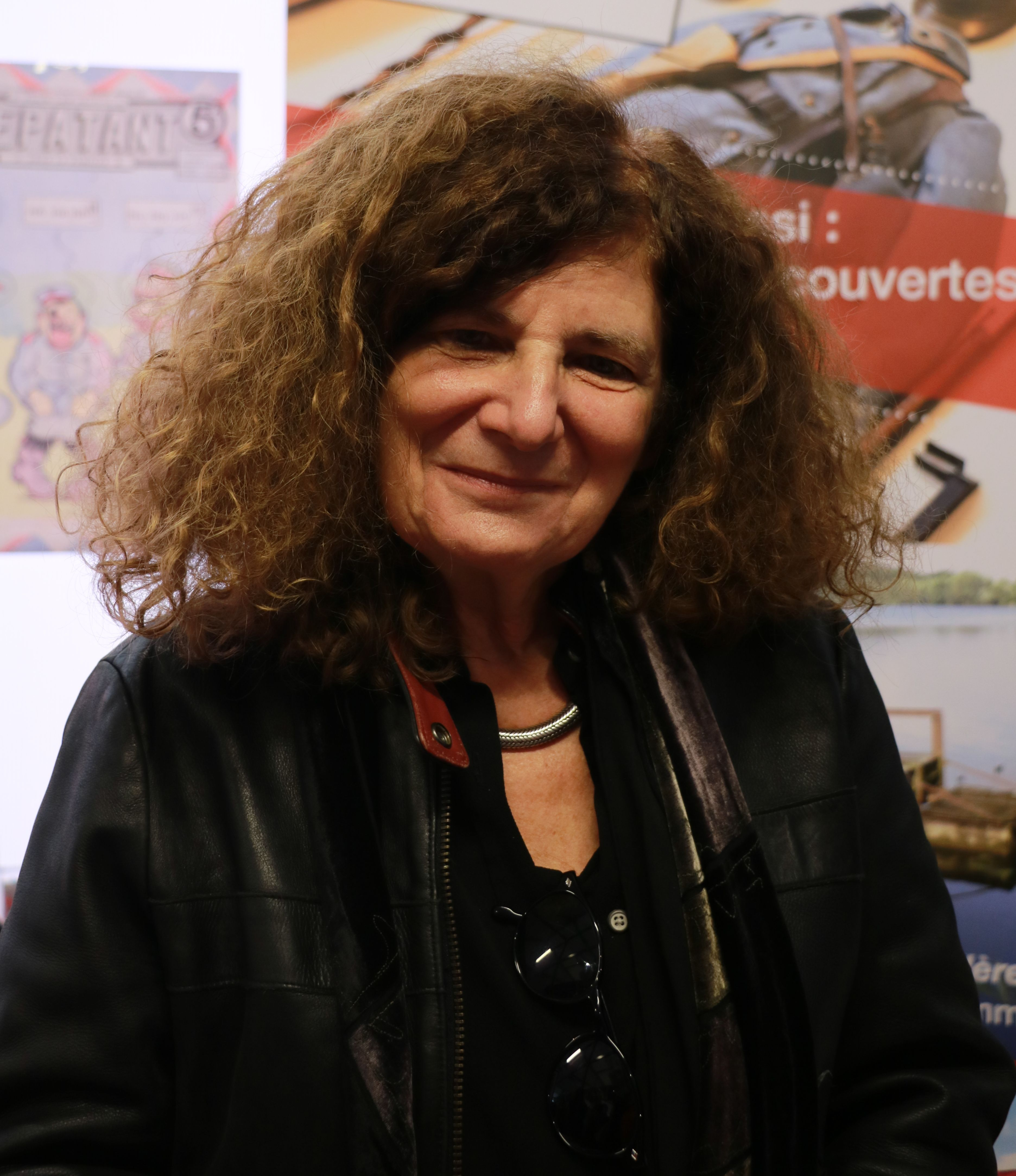
Annette Becker

Annette Becker (* 21. August 1953) ist eine französische Historikerin. Die Tochter von Jean-Jacques Becker und Nichte von Annie Kriegel arbeitet an der Universität Paris-Nanterre. Der Erste Weltkrieg und seine Folgen in Kultur und Gesellschaft gehören zu ihren Forschungsschwerpunkten.

## Werdegang
Annette Becker ist ehemalige Schülerin des Lycée Stendhal und hat an der Universität Grenoble 2 einen Master in Geschichte erworben. Sie promovierte an der EHESS in Geschichte und habilitierte sich an der Université Lumière-Lyon-II. Von 1978 bis 1979 lehrte sie am Collège Paul Eluard in Noyon und von 1981 bis 1982 sowie von 1986 bis 1989 am Collège Clotaire Baujoin in Thourotte.
Von 1983 bis 1986 war sie Lehrerin am Lycée français in New York. Von 1989 bis 1994 war sie Dozentin an der Universität Lille-III und ab 1994 Universitätsprofessorin an der Universität Paris-Nanterre.
Seit 2009 ist sie emeritiertes Senior-Mitglied des Institut universitaire de France.

## Veröffentlichungen (unter anderem)
- Les Monuments aux Morts. Patrimoine et Mémoire de la Grande Guerre. Errance, Paris 1988, ISBN 2-903442-68-1.
- La Guerre et la Foi. De la Mort à la mémoire. 1914–1930 (= Collection U., Série Histoire contemporaine). A. Colin, Paris 1994, ISBN 2-200-21423-5 (In englischer Sprache: War and Faith. The religious Imagination in France, 1914–1930. Berg, Oxford u. a. 1998, ISBN 1-85973-173-2).
- Croire (= Grande guerre 1914–1918). Centre Régional de Documentation Pédagogique de Picardie, Amiens 1996, ISBN 2-86615-150-X.
- Oubliés de la Grande Guerre. Humanitaire et Culture de Guerre 1914–1918. Populations Occupées, Déportés Civils, Prisonniers de Guerre. Noêsis, Paris 1998, ISBN 2-911606-23-X.
- mit Stéphane Audoin-Rouzeau: La Grande Guerre. 1914–1918 (= Découvertes Gallimard. Histoire 357). Gallimard, Paris 1998, ISBN 2-07-053434-0 (In italienischer Sprache: 1914–1918. La prima guerra mondiale (= Universale Electa/Gallimard 118). Electa/Gallimard, Turin 1999, ISBN 88-445-0138-4).
- als Herausgeberin: Journaux de Combattants et de Civils de la France du Nord dans la Grande Guerre. Presses Universitaires du Septentrion, Villeneuve-d’Ascq 1998, ISBN 2-85939-567-9.